# Märta Philipson
Märta Lilly Philipson, född Möller den 28 augusti 1917 i Ystad, död 6 augusti 1997 i Oscars församling i Stockholm, var en svensk societetsdam och donator. Märta Philipson var gift med den 34 år äldre "bilkungen" Gunnar Philipson (1883–1970) och ärvde hans företagsimperium Philipsons vid hans bortgång. Under en lång följd av år, fram till 1994, var Märta Philipson den person i Sverige som hade högst taxerad förmögenhet. Kapitalet var enligt bouppteckningen främst placerat i bankmedel efter att aktieinnehavet i Philipsons avyttrats på 1980-talet.
Paret Philipson fick tre barn. Aje Philipson (född 1943), Gunilla Philipson (1944–2009) och Thomas Philipson (född 1945). Thomas utsattes 1980 för ett misslyckat kidnappningsförsök som syftade till att idka utpressning mot Märta Philipson. Kläddesignern Nina Philipson, initiativtagare till klädkedjan Nina P, är dotter till Anders Philipson i dennes äktenskap med Grete Qviberg och sålunda barnbarn till Märta Philipson. Anders "Aje" är känd som en av Kungens närmaste och mest långvariga vänner.
Märta Philipson donerade senare pengar till en stiftelse vid namn Märta och Gunnar V Philipsons Stiftelse som förvaltas av Karolinska institutet och som stödjer medicinsk forskning. Hon utsågs till hedersdoktor vid Karolinska institutet år 1997. Märta Philipson är begravd på Norra begravningsplatsen utanför Stockholm.